# Killer Queen/Flick of the Wrist
Killer Queen/Flick of the Wrist è un singolo del gruppo musicale britannico Queen, pubblicato l'11 ottobre 1974 nel Regno Unito e il 21 ottobre successivo negli Stati Uniti d'America come primo estratto dal terzo album in studio Sheer Heart Attack.
Il disco toccò la seconda posizione nella classifica britannica.

## Killer Queen

### Composizione e registrazione
(Brian May)

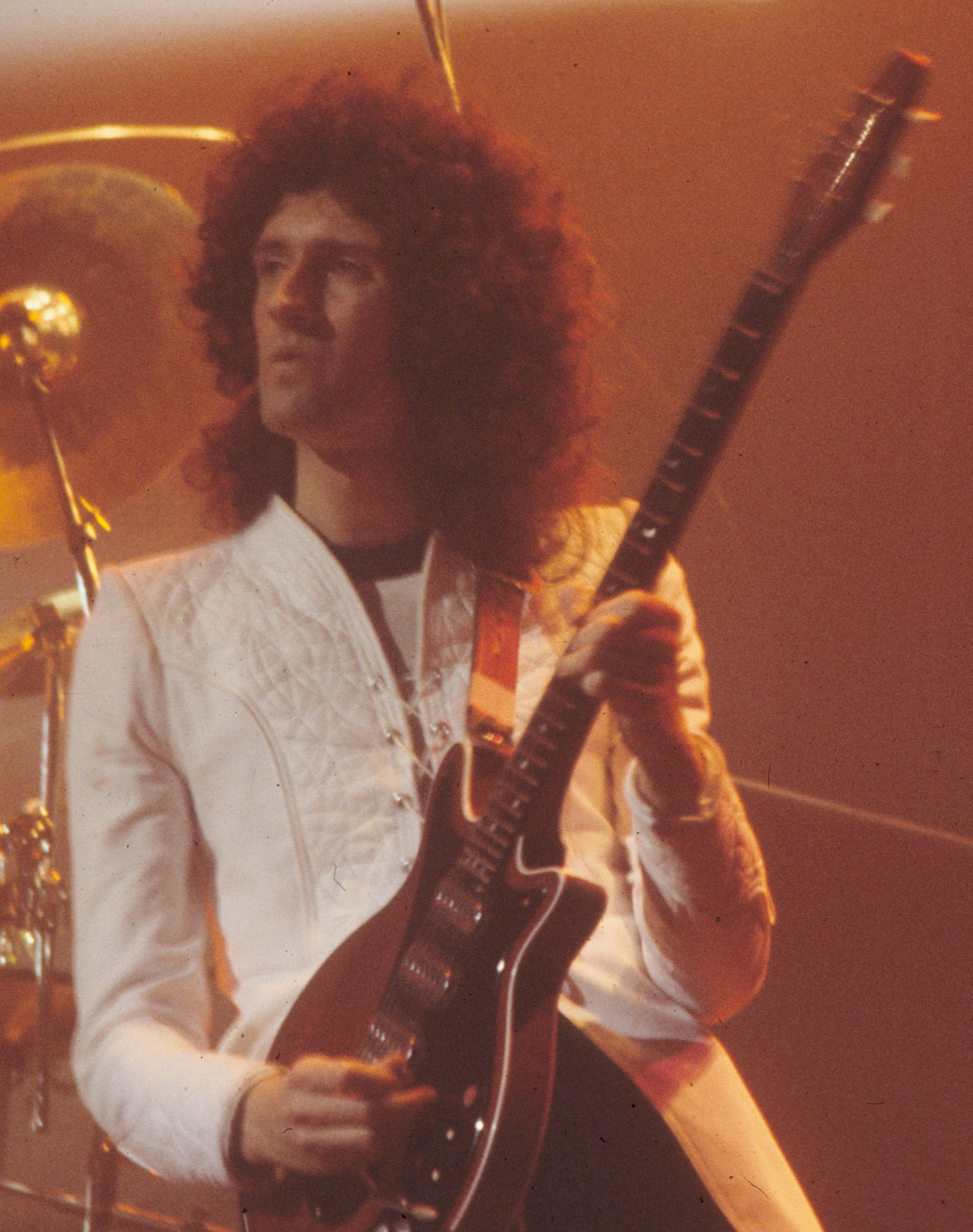
Il chitarrista Brian May si ammalò di epatite durante le sessioni di registrazione di Sheer Heart Attack.

Mercury raccontò di aver scritto prima il testo rispetto alla musica, cosa che per lui non era affatto abituale. Egli dichiarò che la canzone parlava di una "squillo" d'alto bordo, anche se sussistono speculazioni sul fatto che possa aver scritto il pezzo ispirandosi al promotore della EMI Eric Hall. La prima strofa del brano riporta una celebre citazione («Let them eat cake, she says, Just like Marie Antoinette») erroneamente attribuita a Maria Antonietta d'Asburgo-Lorena che, a proposito del popolo sollevatosi nella cosiddetta "guerra delle farine" causata dalla scarsità del raccolto e dall'alto prezzo del grano, avrebbe esclamato: «Se non hanno pane, che mangino brioches!». In realtà la frase venne scritta da Rousseau nelle Confessioni, in riferimento a un evento del 1741, quando Maria Antonietta non era ancora nata. La canzone segna un distacco dal materiale più pesante ed orientato all'hard rock dei primi due album della band, come anche un diverso approccio stilistico nella scrittura. Allo stesso tempo, Killer Queen mantiene la caratteristica essenza del sound dei Queen, in particolare nelle sue meticolose armonie vocali.
La traccia venne incisa in parte presso i Rockfield Studios in Galles. La registrazione include un'elaborata armonia vocale divisa in quattro parti (particolarmente ricercata nel ritornello, e servendo anche da sottofondo nelle strofe), e un assolo chitarristico multi-traccia da parte di Brian May. Mercury volle dare un "tocco vaudevilliano" alla canzone sovraincidendo una parte di pianoforte aggiuntiva.

### Pubblicazione
Pubblicata su singolo, Killer Queen si rivelò un successo importante per i Queen, raggiungendo la seconda posizione nel Regno Unito e la numero dodici negli Stati Uniti. Fu distribuita come "doppio lato A" in Gran Bretagna, Stati Uniti, e Canada (dove raggiunse la quindicesima posizione in classifica), accoppiata con Flick of the Wrist. Nel 1986, uscì nuovamente ripubblicata come lato B del singolo Who Wants to Live Forever.

### Video musicale
- Il videoclip ufficiale del brano mostra il gruppo esibirsi nel 1974 al programma Top of the Pops (pubblicato nel 2002 nel Greatest Video Hits 1).
- Esiste un'altra versione video, pubblicata nel 1981 nel Greatest Flix, in cui è stato montato un "collage" di immagini e informazioni su ciascun membro della band con in sottofondo l'audio del brano.

### Cover
Reinterpretazioni del brano sono state realizzate dai Sum 41, dai Panic at the Disco e dai 5 Seconds of Summer (quest'ultima presente nella colonna sonora del film del 2018 Bohemian Rhapsody).

### Commenti di Freddie Mercury
(Freddie Mercury)

### Riferimenti nella cultura di massa
- Un episodio della serie I Griffin è intitolato Killer Queen con riferimento esplicito al brano musicale (presente anche nella colonna sonora dell'episodio).
- Nel manga Le bizzarre avventure di JoJo di Hirohiko Araki, Kira Yoshikage, l'antagonista della quarta parte ("Diamond is Unbreakable"), ha un potere Stand chiamato appunto Killer Queen; due sue mosse sono chiamate Sheer Heart Attack e Another One Bites The Dust, con chiari riferimenti ad altri brani famosi dei Queen.

## Flick of the Wrist
Questo fu il primo brano a cui collaborò Brian May dopo essere guarito dall'epatite, che lo aveva colpito nella primavera 1974, e dimesso dall'ospedale. Si tratta di una canzone pesante con un testo molto scuro ed un tono aggressivo, alcune caratteristiche che saranno poi presenti in Death On Two Legs. Mercury ha sempre affermato che il personaggio della canzone non è basato su qualcuno in particolare.
Nel 2009 il gruppo progressive metal statunitense Dream Theater ha pubblicato il singolo Tenement Funster/Flick of the Wrist/Lily of the Valley, medley di cover tra Flick of the Wrist con Tenement Funster e Lily of the Valley.

## Tracce
- Lato A

1. Killer Queen – 3:00

- Lato B

1. Flick of the Wrist – 3:17

## Formazione
- Freddie Mercury – voce, pianoforte
- Brian May – chitarra, cori
- John Deacon – basso
- Roger Taylor – batteria, cori, percussioni